# Jesús Urbina
Jesús Yair Urbina (Monterrey;Nuevo León, 3 de marzo de 1983) es un exfutbolista mexicano. Jugaba de portero su último equipo fue Monarcas Morelia de la Liga de la primera división de México, actualmente ya está retirado y tiene dos hijos llamados Gael Urbina y Iker Urbina
Además yair va al campo sefocar 

## Trayectoria
Joven portero procedente de Tigres que recibe la oportunidad de militar en el primer equipo de los Tigres en el Apertura 2003 como tercer portero. Está registrado con carnet único en los Tigres B de Primera División "A", lo cual le permite permanecer activo mientras espera su oportunidad con el primer equipo, para el año 2006 fue cedido para jugar con los Alacranes de Durango donde permaneció un año en la institución duranguense. A partir del Torneo Clausura 2009 es transferido a préstamo al Club León. Para el Torneo Apertura 2009 es contratado por el club Correcaminos de la UAT donde permanece hasta el Torneo Bicentenario 2010.
Para el Torneo Apertura 2010 forma parte de Monarcas Morelia transferencia hecha via Primera División A con su filial de Mérida donde tuvo muy poca participación y a partir del Torneo Clausura 2011 empezará a formar parte del equipo en donde antes estaban los jugadores de Mérida el Toros Neza de la Liga de Ascenso de la Primera División Mexicana. Para el Apertura 2012 fue transferido al Veracruz, desde el Apertura 2016 forma parte de Monarcas Morelia.

## Clubes
| Club             | País   | Año       |
| ---------------- | ------ | --------- |
| Tigres UANL      | México | 2003-2005 |
| Tigres B         | México | 2005-2006 |
| Durango          | México | 2006-2007 |
| Tigres UANL      | México | 2007-2008 |
| León             | México | 2008-2009 |
| Correcaminos UAT | México | 2009-2010 |
| Monarcas Morelia | México | 2010-2010 |
| Neza FC          | México | 2010-2012 |
| Veracruz         | México | 2012-2013 |
| Dorados          | México | 2013-2014 |
| Lobos BUAP       | México | 2014-2015 |
| Juárez           | México | 2015-2016 |
| Monarcas Morelia | México | 2016-     |

## Palmarés
| Título               | Equipo             | País   | Año  |
| -------------------- | ------------------ | ------ | ---- |
| Torneo Apertura 2015 | Fútbol Club Juárez | México | 2015 |

### Copas internacionales
| Título                   | Equipo           | Sede           | Año  |
| ------------------------ | ---------------- | -------------- | ---- |
| SuperLiga Norteamericana | Monarcas Morelia | Estados Unidos | 2010 |

- Datos: Q5930730